# Jacob Eng
Jacob Eng, né le 14 septembre 2004 en Norvège, est un footballeur norvégien qui évolue au poste d'ailier gauche au Vålerenga Fotball.

## Biographie

### En club
Né en Norvège, Jacob Eng est formé par le FK Lyn avant de rejoindre le Vålerenga Fotball en janvier 2021, où il poursuit sa formation. Il joue son premier match en professionnel le 1er juillet 2021, face au Sarpsborg 08 FF, lors de la dixième journée de la saison 2021 du championnat de Norvège. Ce jour-là, il entre en jeu à la place de Henrik Bjørdal et son équipe s'impose par quatre buts à un. Le 14 septembre 2021, il signe un nouveau contrat avec Vålerenga, le liant au club jusqu'en juillet 2024.
Eng inscrit son premier but en professionnel le 19 juin 2022, lors d'une rencontre de championnat contre l'Aalesunds FK. Entré en jeu ce jour-là, il contribue à la remontée au score de son équipe, qui obtient le point du match nul (2-2 score final).
Jouant de plus en plus régulièrement avec l'équipe première, et considéré comme un grand espoir du club, Eng prolonge son contrat le jour de ses 18 ans, le 14 septembre 2022, et est alors lié au club jusqu'en décembre 2026,.

### En sélection
D'origine malienne, il représente la Norvège en sélection de jeunes. Il joue notamment deux matchs avec les moins de 17 ans en 2021.